# Bengt Lidner
Bengt Lidner (16. března 1757, Göteborg – 4. ledna 1793, Stockholm) byl švédský básník a dramatik, společně s Thomasem Thorildem nejvýznamnější představitel raného švédského preromantismu.. Pro svou orientaci na nejněžnější stránky lidského citového života a pro snahu vyvolávat soucit s nešťastnými tehdejšího světa je ve Švédsku označován za „génia sentimentality“.

## Život
Narodil se v rodině göteborského varhaníka a výrobce laků Olofa Lidnera, po kterém zdědil hudební vlohy. Jeho otec zemřel, když mu byly tři roky, jeho matka se znovu provdala za úředníka Švédské Východoindické společnosti a zemřela, když mu bylo čtrnáct. Vzpomínka na ní se po mnoho let objevovala v jeho dopisech a básních. V domě svých opatrovníků se seznámil s učením herrnhutské církve, které ovlivnilo jeho emocionální založení.
Navštěvoval göteborské gymnázium a roku 1774 začal studovat práva na Lundské univerzitě, kde se seznámil s básníkem Thomasem Thorildem. Básně začal psát již ve svých patnácti letech, v letech 1773-1774 jich několik vyšlo v göteborských novinách Co je nového? (Hwad Nytt?). Za studia v Lundu publikoval své díla v Lundském týdeníku (Lunds Wecko-Blad). Roku 1775 byl ale ze studia patrně pro ne příliš slušný život nebo pro nějaký jiný přestupek vyloučen.

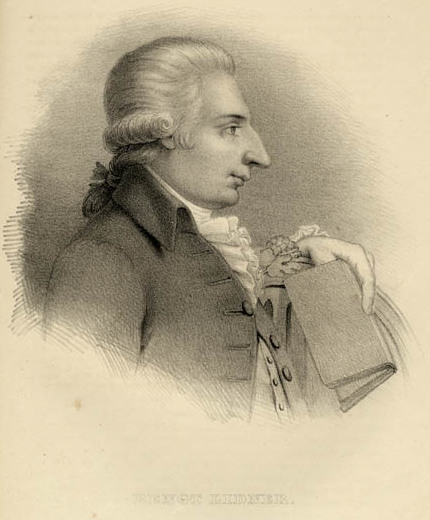
Bengt Lidner na kresbě Johana Eliase Cardona

Jeho nevlastní otec jej nechal v lednu roku 1776 zaměstnat jako námořního kadeta na lodi plující z Göteborgu do Kantonu. Již v dubnu tohoto roku ale z lodi v Kapském Městě uprchl, v létě se vrátil do Švédska a v září se stal studentem na Greifswaldské univerzitě v tehdejším Švédském Pomořansku. Roku 1777 zde napsal disertační práci o opodstatnění americké revoluce Dissertatio academica de iure revolutionis Americanorum, ale bylo mu řečeno, že toto téma je příliš citlivé, kvůli diplomatickým vztahům Švédska s Velkou Británií.
Poté žil krátký čas ve Stralsundu a v Rostocku a roku 1779 odjel do Stockholmu s cílem zahájit literární kariéru. Vydal soubor dvaceti pěti bajek, které věnoval ročnímu korunnímu princi. Díky tomu si ho všiml král Gustav III., který se rozhodl zaplatit mu cestu do zahraničí, aby studoval divadlo a jazyky a stal se dramatikem.
Lidner roku 1780 odjel Göttingenu, aby se na tamější univerzitě seznámil s řeckou antickou klasikou. Seznámil se zde s hnutím Sturm und Drang, s Klopstockovým biblickým eposem Mesiáš, s Goethovým románem Utrpení mladého Werthera a také s anglickou poezií (Shakespeare, Milton, Edward Young, Ossianovy zpěvy). Protože si zde ale žil nad poměry, zadlužil se, ale znovu získal od krále pomoc. Roku 1781 bylo rozhodnuto, že odcestuje do Paříže a bude svěřen pod dohled švédského velvyslance a básníka Gustafa Philipa Creutze jako jeho sekretář.

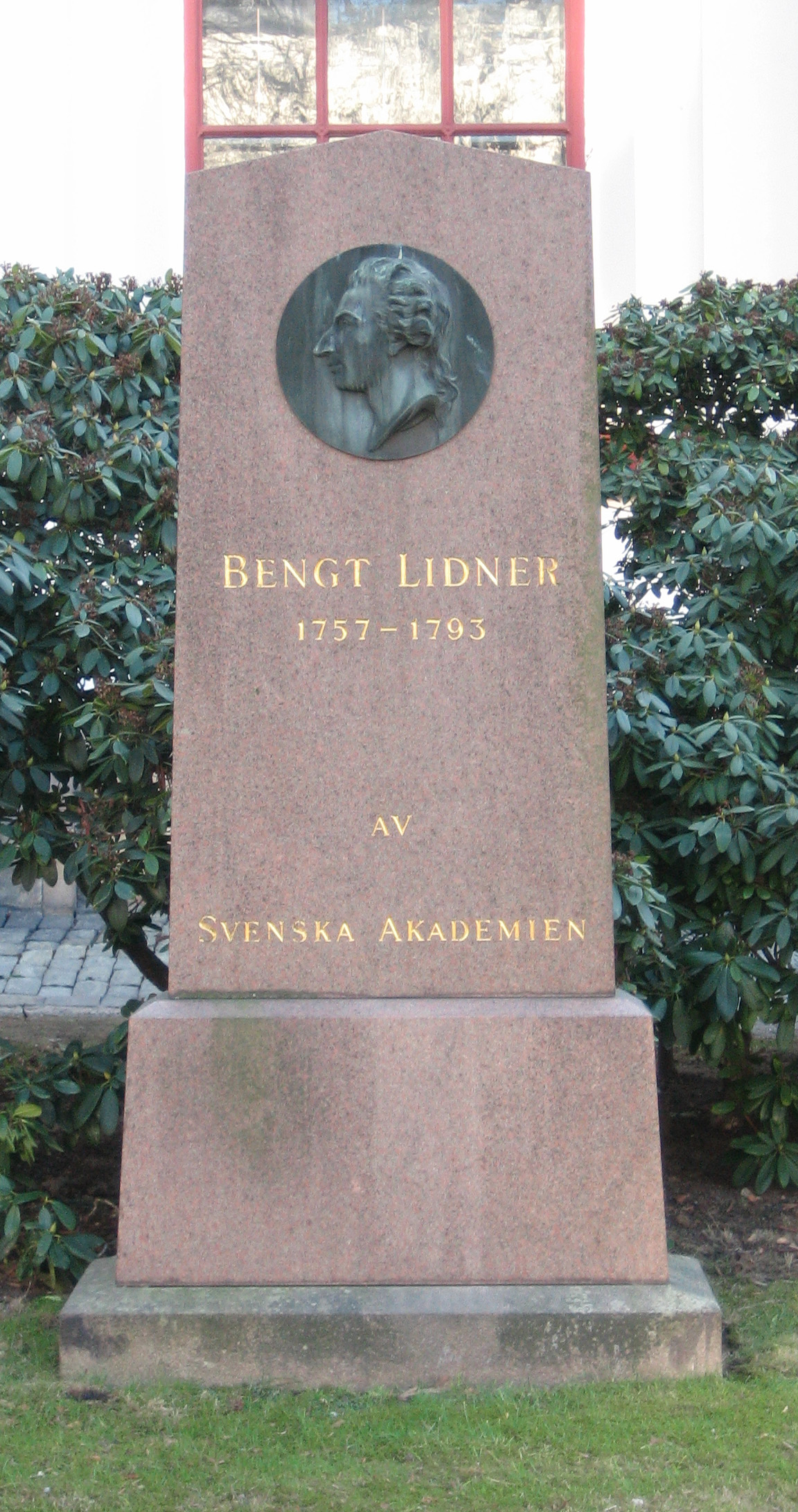
Lidnerův hrob ve Stockholmu

V Paříži, kde měl přístup k bohaté knihovně, Lidner studoval různé klasické i moderní dramatické trendy, ale roku 1782 byl z velvyslanectví propuštěn, protože se kvůli své lehkomyslnosti dostal s Creutzem do sporu ((údajně si přivlastnil jak jeho oblečení, tak i jeho verše) a musel se vrátit domů. Během pobytu v Paříži ale napsal své první velké drama Erik XIV, které nebylo ve Švédsku oceněno a zůstalo nevydáno až do roku 1800.
Protože ztratil přízeň krále, pracoval v opozičním deníku Dagbladet, ve kterém publikoval své idyly a humorné básně, ale také v maskované formě prozaické útoky na královský dvůr. Během následujících několika let vytvořil libreto k opeře Medea a svá nejznámější díla (Smrt hraběnky Spastary a V roce 1783), která měla velký ohlas, ale nezajistila mu žádné výhodné zaměstnání. Marně se toužil stát královským tajemníkem. Jeho způsob života zůstal nespoutaný a ovlivněný alkoholem.
Své problémy sváděl na vnější okolnosti a nakonec odjel roku 1787 do Finska, kde vedl tulácký život na různých panstvích a pravidelně se znemožňoval svým opilstvím. Dokončil zde ale také svůj významný náboženský epos Poslední soud. Roku 1788 se oženil s o čtyři roky starší Finkou Evou Jaquette Hastferovou a v následujícím roce se s ní přestěhoval zpět do Stockholmu. Začal psát lichotivé básně králi a po jeho smrti regentovi vévodovi Karlovi. Roku 1790 se mu narodila dcera Adelaide. Roku 1792 mu vévoda Karel udělil vytoužený titul královského tajemníka. Tato funkce mu sice přinesla pravidelnější podporu, ale nestačilo to na to, aby se jeho rodina bez problémů uživila.
Zemřel v chudobě na začátku roku 1793 v noci mezi 3. a 4. lednem ve věku pouhých třiceti pěti let. Pohřeb mu zaplatil improvizovanou básní jeho přítel Carl Michael Bellman. Švédská akademie vztyčila roku 1860 nad jeho hrobem na hřbitově Adolfa Fredrika ve Stockholmu památník.
Lidnerova díla jsou prostoupená širokou škálou emocí, kde se často jako hnací síla  jeví vznešenost  a velkolepost, a to jak v lidské duši, tak v silách přírody. Psal také sladké prozaické idyly, které vyjadřovaly jeho vlastní i dobový vkus po jemné sentimentalitě, a také náboženskou poezii plnou zoufalství, ale i naděje, což zřejmě souviselo s jeho chudobou. Byl to výrazně subjektivní básník vnímavý jako málokdo k náladám, které ho obklopovaly. Díky svému stylově jistému vcítění se do všech proměn emocí a jejich působivému vyjádření v popisech všech jejich projevů se Lidner stal pro svou dobu výjimečnou osobností a předchůdcem švédských romantiků.

## Výběrová bibliografie
- Bajky (1779, Fabler), sbírka dvaceti pěti bajek, věnovaných ročnímu korunnímu princi. Podle tehdejšího zvyku jsou psány v rýmovaných verších, někdy plynulých, jindy lehkých a elegantních. Jejich náměty nejsou originální, ale velmi rozmanité. Nechybí v nich literární satira ani morální maxima.[1]
- Erik XIV. (1782), historické drama ze 16. století o švédském králi Erikovi XIV. Drama Lidner napsal při pobytu v Paříži a je na něm znát velký vliv Williama Shakespeara. Je moderní i v zobrazení charakteru hlavního hrdiny, který se mění. Jednou je dobrý a něžný, jindy krutý a krvežíznivý a také plný lítosti. Po návratu autora do Švédska zůstalo drama bez povšimnutí, nebylo uvedeno a tiskem vyšlo až roku 1800.[6]
- Smrt hraběnky Spastary (1783, Grefvinnan Spastaras Död), definitivní verze 1786. Báseň pojednávající o události v Messině, kdy během zemětřesení v Kalábrii se matka vrhla zpět do hořícího domu, aby zachránila své dítě. Oba zahynou a básník pak sleduje matku na cestě do nebe, kde se setkává s básníkovou matkou, která zemřela, když byl chlapec. Dílo je pozoruhodné svým experimentováním s volnou a originální básnickou formou, ve které se často střídá metrum v zájmu přizpůsobení stylu změnám emocionálního napětí.[5]
- Medea (1784), libreto k tříaktové opeře, která však nebyla uvedena.[8]
- V roce 1783 (1784, Året MDCCLXXXIII), báseň, jakási veršovaná kronika událostí z tohoto roku (například americká válka za nezávislost, francouzský útok na Gibraltar a další).[6]
- Zkáza Jeruzaléma (1788, Jerusalems förstöring), oratorium popisující zničení Jeruzaléma za první židovské války. [9]
- Poslední soud (1788, Yttersta Domen), náboženský epos inspirovaný Johnem Miltonem a Edwardem Youngem, naplněný hrůzou ze smrti a zániku, ve kterém autor opět experimentuje s volnou básnickou formou. Epos byl dokončen a vydán ve Finsku a básník v něm zobrazuje především v chmurných tónech celou cestu lidstva od rajské zahrady až po konečné shromáždění kolem Božího trůnu. Báseň obsahuje obrazy pekla, konce světa a v kontrastu vyjádřené alegorie zločinu a ctnosti.[5]
- Óda na finského vojáka (1788, Ode til finske soldaten), ohnivá válečná báseň napsaná během švédsko-ruské války, ve které básník vyzdvihuje finské vojáky a jejich vlastenectví. Óda má v některých částech nádech republikánství, které je ale vyváženo zjevnou chválou krále.[1]
- Mír (1790, Freden), óda s válečným patosem napsaná u příležitosti uzavření míru mezi Švédskem a Ruskem roku 1790.[1]
- Písně v Betlémě (1791, Sånger i Betlehem), oratorium o Kristově narození. V díle je s největší citovostí opěvováno odpuštění a očištění Kristovou krví.[1]
- Mesiáš v Getsemanské zahradě (1791, Messias i Getsemane), oratorium vzniklé pod vliem Friedricha Gottlieba Klopstocka.[1]
- Půlnoc (1791, Midnatten), báseň tematicky navazující na Noční myšlenky Edwarda Younga, ve které se autor svým osvobozením od příliš pravidelného rytmu, hudebním zvukem a expresivními opakováními stává předchůdcem švédských romantiků v krajinářských popisech.
- Gustav odpouští a umírá ( Gustaf den tredje förlåter och dör) a Den nářku (Klagodagen), příležitostné básně z roku 1792 vyjadřující smutek nad smrtí krále Gustava III.[1]
- Šílenci (1792, De galne), epos, jehož dějištěm je hřbitov a blázinec, ovlivněný hnutím Sturm und Drang a poezií Edwarda Younga. Poklidné návštěvy hřbitova se v díle střídají s vraždami, sebevraždami a žhářstvím v ústavu.[1]